# LP 890-9
LP 890-9, nota anche come SPECULOOS-2 o TOI-4306, è una stella nana rossa situata a 105 anni luce (32 pc) dal sistema solare nella costellazione di Eridano. La stella ha il 12% della massa e il 15% del raggio del Sole e una temperatura superficiale di 2 871 K (2 598 °C). Al 2022, è la seconda stella più fredda scoperta ospitante un sistema planetario, dopo TRAPPIST-1.  

## Sistema planetario
Nel 2022 sono stati scoperti due esopianeti in orbita alla stella. Il primo pianeta, LP 890-9 b, è stato inizialmente identificato utilizzando il telescopio spaziale TESS, poi ulteriori osservazioni da parte dell'osservatorio SPECULOOS ne hanno dato conferma, oltre a scoprire un secondo pianeta, LP 890-9 c. Entrambi i pianeti sono probabilmente di tipo roccioso, un po' più grandi della Terra. Il pianeta esterno LP 890-9 c orbita all'interno della zona abitabile ed è un candidato all'osservazione da parte del telescopio spaziale James Webb (JWST) per la caratterizzazione dell'atmosfera.  
LP 890-9 c orbita vicino al bordo interno della zona abitabile più conservativa e, a seconda dei modelli, ha più probabilità di assomigliare alla Terra o a Venere. L'osservazione da parte di JWST dovrebbero consentire di distinguere tra questi due scenari. Il pianeta è in rotazione sincrona, quindi mostra sempre la stessa faccia alla stella ma la distanza da essa suggerisce una forte possibilità di un'atmosfera e un clima simili a quelli della Terra, anche se le grandi dimensioni del pianeta e la relativa vicinanza alla stella, che lo rendono più facilmente soggetto a potenti radiazioni, ne possono ridurre l'abitabilità.

### Prospetto del sistema
| Pianeta | Massa     | Raggio   | Periodo orb. | Sem. maggiore | Incl. orbita |
| ------- | --------- | -------- | ------------ | ------------- | ------------ |
| b       | < 13,2 M⊕ | 1,320 r⊕ | 2,73 giorni  | 0,01875 au    | 89,67°       |
| c       | <25,3 M⊕  | 1,367 r⊕ | 8,46 giorni  | 0,03984 au    | 89,29°       |